# گولد (اکلاهما)
گولد(به انگلیسی: Gould) شهری در ایالت اکلاهما کشور ایالات متحده آمریکا است که جمعیت آن در سرشماری سال ۲۰۱۰ میلادی، ۱۴۱ نفر بوده‌است.